# ホルベア賞
ホルベア賞（ホルベアしょう、ノルウェー語: Holbergprisen）はノルウェーのベルゲン大学が主催する文化賞。ルズヴィ・ホルベアにちなんで2004年に設立され、神学、人文科学、社会科学、法学の分野を対象とする。

## 受賞者
- 2004年 - ジュリア・クリステヴァ
- 2005年 - ユルゲン・ハーバーマス
- 2006年 - S・N・アイゼンシュタット
- 2007年 - ロナルド・ドウォーキン
- 2008年 - フレドリック・ジェイムソン
- 2009年 - イアン・ハッキング
- 2010年 - Natalie Zemon Davis
- 2011年 - Jürgen Kocka
- 2012年 - マニュエル・カステル
- 2013年 - ブルーノ・ラトゥール
- 2014年 - Michael Cook
- 2015年 - Marina Warner
- 2016年 - スティーヴン・グリーンブラット
- 2017年 - オノラ・オニール
- 2018年 - キャス・サンスティーン
- 2019年 - ポール・ギルロイ
- 2020年 - Griselda Pollock
- 2021年 - マーサ・ヌスバウム
- 2022年 - Sheila Jasanoff
- 2023年 - Joan Martinez-Alier
- 2024年 - Achille Mbembe
- 2025年 - ガヤトリ・C・スピヴァク